# Рыжаков, Виктор Анатольевич
Ви́ктор Анато́льевич Рыжако́в (род. 25 мая 1960, Хабаровск, РСФСР, СССР) — российский театральный режиссёр, профессор Школы-студии МХАТ, актёр, художественный руководитель «Московского театра Современник» (с 4 января 2020 года по 4 июля 2022 года), директор Театрально-культурного центра им. Вс. Мейерхольда (2013—2020), художественный руководитель независимого театра «Июльансамбль», заслуженный деятель искусств РФ (2014).

## Биография
Виктор Рыжаков родился в Хабаровске 25 мая 1960 года.
Окончил Дальневосточный институт искусств, Театральное училище имени Б. В. Щукина, аспирантуру Российской академии театрального искусства (ГИТИС).
Служил в Московском театре юного зрителя под руководством учителей Г. Н. Яновской и К. М. Гинкаса. Режиссёр-постановщик спектаклей в России и за рубежом, ежегодно участвующих в различных международных фестивалях и конкурсах. Один из руководителей и организатор Первого фестиваля независимых театров России «Театр в поисках театра» в Сочи (Лазаревское) — 1993 год.
С 1995 по 2001 годы — художественный руководитель Театра драмы и комедии на Камчатке, где создал первый в России попечительский совет при государственном театре.
В 2000 году с актёрами Камчатского театра осуществил международный театральный проект «Караул № 8», представленный на фестивалях в Эдинбурге, Лос-Анджелесе, Тбилиси, Лодзи, Вене, Магнитогорске и т. д.
С 2001 года по настоящее время — режиссёр-педагог (профессор) Школы-студии им. В. И. Немировича-Данченко при МХАТ им. Чехова. Среди известных выпускников мастерской Виктора Рыжакова — актрисы Варвара Шмыкова (сериал «Чики») и Дарья Жовнер (к/ф «Теснота» реж. Кантемир Балагов), актёр Сергей Новосад (сериал «Трудные подростки»).
Режиссёр-постановщик МХТ им. А. П. Чехова.
В 2002 году вошёл в состав учредителей Театрального фестиваля имени А. М. Володина «Пять вечеров» и является его бессменным директором.
С 15 января 2013 по 3 января 2020 года — директор Театрально-культурного центра им. Вс. Мейерхольда.
С июня 2016 года — художественный руководитель театра «Июльансамбль. Мастерская Виктора Рыжакова», в который входят выпускники Школы-студии МХАТ 2016 и 2020 годов.
С 4 января 2020 года по 4 июля 2022 года — художественный руководитель Московского театра «Современник». Ушёл с этой должности после того, как стало известно, что за творческую часть в театре будет отвечать художественный совет.
Режиссёр спектаклей по пьесам Ивана Вырыпаева: «Кислород», «Бытие № 2», «Валентинов день» (Саратовский театр драмы), «Город, где Я», «Июль», «Солнечная линия», «Пьяные», «Иранская конференция».
Руководитель режиссёрско-драматургических лабораторий движения «Новая драма».
Проводит мастер-классы по теме «Система Станиславского и современный театр» в Германии, Польше, США, Венгрии. Читает лекции и проводит занятия по режиссуре и мастерству актёра с аспирантами Гарвардского университета (образовательная программа при МХТ им. А. П. Чехова), Новосибирского театрального института, Высших продюсерских курсах (ВГИК), РГГУ. На российских и зарубежных театральных фестивалях проводит мастер-классы по теме «Работа с текстом в современном театре».
Занимается научно-исследовательской деятельностью.

## Признание и награды
Лауреат многочисленных российских и зарубежных театральных премий, в том числе: Гран-при международного фестиваля «Контакт» (2003), Торунь (Польша); лучшая режиссёрская работа — Польский новый театр (2005), неоднократный лауреат гран-при фестивалей «Новая драма» (2003, 2005, 2007), Главная премия Всевенгерского театрального фестиваля в номинации «Лучший спектакль» 2010 года и других.
Заслуженный деятель искусств Российской Федерации (22 мая 2014 года) — за достигнутые трудовые успехи, значительный вклад в социально-экономическое развитие Российской Федерации, заслуги в освоении космоса, гуманитарной сфере, укреплении законности, активную законотворческую и общественную деятельность, многолетнюю добросовестную работу.
Является многократным номинантом Национальной премии «Золотая маска» в категории «работа режиссера» за спектакли: «Июль» (2008), «Пять вечеров» (2012), «Маленькие трагедии Пушкина» (2013), «Саша, вынеси мусор» (2017), «Солнечная линия» и «Оптимистическая трагедия. Прощальный бал» (2019) и «Иранская конференция» (2020).

## Фильмография

### Актёр
Снимался в роли журналиста Сергея Каюмова в фильме «Московские красавицы» 1991 года. Также в фильме «Кислород» режиссёра Ивана Вырыпаева 2009 года и сериале «Сыщики-2» 2003 года.

### Режиссёр
- 2021 — «День мёртвых»[6]

## Основные работы в театре
- 2002 — «Кислород» Ивана Вырыпаева. Театральный центр «Практика», Театр.doc.
- 2004 — «Бытие № 2» Ивана Вырыпаева. Театральный центр «Практика», Движение «KISLOROD», Theater der Welt (Штутгарт), Театр.doc, фестиваль Net.
- 2005 — «С любимыми не расставайтесь» Александра Володина. МХТ им. Чехова.
- 2006 — «С любимыми не расставайтесь» Александра Володина[7][8] Русский театр Эстонии.
- 2007 — «Июль» Ивана Вырыпаева. Театральный центр «Практика» и «Движение KISLOROD»
- 2007 — «Валентинов день» Ивана Вырыпаева Саратовский академический театр драмы имени И. А. Слонова
- 2007 — «Счастье моё» Александра Червинского Театр «На Литейном»
- 2007 — «Vihar. Opus. Posth» (Гроза. Островский) Театр Чоконаи. Дебрецен (Венгрия)[9]
- 2008 — «Сорок первый. Opus Posth» Бориса Лавренёва МХТ им. Чехова[10][11][12][13]
- 2009 — «Игры на задворках» Эдна Мазия. Эстонский национальный драматический театр[14][15][16].
- 2009 — «Парикмахерша» Сергея Медведева. Театр Чоконаи. Дебрецен (Венгрия)[17].
- 2009 — «Рыдания» Кшиштоф Бизё. Театральный центр «Практика».
- 2009 — «Аида» Джузеппе Верди. Опера. Копродукция Будапештского Международного Музыкального фестиваля и театра «Чоконаи» (Венгрия).
- 2009 — «Горе от ума» Александр Грибоедов. Театральный центр «На Страстном».
- 2010 — «Прокляты и убиты» Виктор Астафьев. МХТ им. А. П. Чехова.
- 2011 — «Пять вечеров» А. М. Володина (Московский театр «Мастерская П. Фоменко»)[18].
- 2012 — «Маленькие трагедии Пушкина» А. С. Пушкина (Театр «Сатирикон» имени Аркадия Райкина)[19].
- 2014 — «Пьяные» по пьесе Ивана Вырыпаева. МХТ имени Чехова.
- 2015 — «Война и мир Толстого» Большой драматический театр имени Г. А. Товстоногова.
- 2015 — «Иллюзии» по пьесе Ивана Вырыпаева. МХТ имени Чехова.
- 2016 — «Саша, вынеси мусор» по пьесе Натальи Ворожбит. Театрально-культурный центр им. Вс. Мейерхольда.
- 2016 — «Dreamworks / Мечтасбывается» по пьесе Ивана Вырыпаева. МХТ имени Чехова.
- 2018 — «Оптимистическая трагедия. Прощальный бал» по мотивам пьесы Всеволода Вишневского. Александринский театр (Санкт-Петербург).
- 2018 — «Солнечная линия» по пьесе Ивана Вырыпаева. Центр им. Вс. Мейерхольда / Современник (с 2021)
- 2019 — «Иранская конференция» по пьесе Ивана Вырыпаева. Театр наций.
- 2020 — «Интертеймент» по пьесе Ивана Вырыпаева. ОККО Театр.
- 2021 — «Живой» по песням и воспоминаниям о Викторе Цое. Современник.

## Семья
Женат. Дочь Александра родилась в 1991 году.